# دلقک (فیلم ۱۹۵۳)
دلقک (انگلیسی: The Clown) فیلمی آمریکایی در سبک درام به کارگردانی رابرت زی. لنرد است که در سال ۱۹۵۳ منتشر شد. از بازیگران آن می‌توان به رد اسکلتون، جین گریر، والتر رید، بیلی بارتی، چارلز مورتون و چارلز برانسون اشاره کرد.